# Witte Kerkje (Noordwijkerhout)
Het Witte Kerkje is een wit kerkgebouw aan de Dorpsstraat in de Nederlandse plaats Noordwijkerhout. Het gebouw heeft de status van rijksmonument.

## Geschiedenis
Het kerkje is rond 1300 gebouwd  in romaanse stijl. De katholieke parochiekerk was gewijd aan de heilige apostelen Petrus en Paulus. In 1508 werd een gotisch koor aangebouwd en de toren met een verdieping verhoogd. Tijdens het Beleg van Leiden werd de kerk in brand gestoken. Tot 1620 was er alleen een ruïne. In dat jaar werd het vernielde schip hersteld en in gebruik genomen door de protestanten. De toren is sinds de Franse tijd eigendom van de burgerlijke gemeente.
Het orgel stamt uit 1841 en is gemaakt door orgelbouwer Lohman. 

## Restauraties
- 1508: bouw van gotisch koor en verhoging van de toren
- 1620: herstel van het schip
- 1959: restauratie van de toren
- 1975: opknapbeurt van de kerk
- 1977: orgel gerestaureerd
- 1987: kerk uitgebreid met een reconstructie van het in 1573 vernietigde gotische koor